# Mark Charles Lee
Mark Charles Lee (* 14. srpna 1952 Viroqua, Wisconsin) je americký vojenský letec a kosmonaut. Ve vesmíru byl čtyřikrát.

## Život

### Studium a zaměstnání
V rodném městě absolvoval střední školu (High School, Virogua). Potom nastoupil do letecké akademie v Colorado Springs, kterou zdárně ukončil roku 1974. Studoval na Massachusetts Institute of Technology, zde ukončil studium v roce 1980.
V roce 1984 nastoupil k NASA, kde zůstal až do roku 2001. Pak pracoval v soukromém sektoru.
Oženil se dvakrát a má tři děti.

### Lety do vesmíru
Na oběžnou dráhu se v raketoplánech čtyřikrát a strávil ve vesmíru 32 dní, 21 hodin a 48 minut.
Třikrát vystoupil do volného vesmíru (EVA), strávil v něm 19 hodin.
Byl 215. člověkem ve vesmíru.
- STS-30 Atlantis (4. května 1989 – 8. května 1989), specialista
- STS-47 Endeavour (12. září 1992 – 20. září 1992), velitel užitečného zařízení
- STS-64 Discovery (9. září 1994 – 20. září 1994), letový specialista
- STS-82 Discovery (11. února 1997 – 21. února 1997), letový specialista